# TRAFO – Modelle für Kultur im Wandel

Logo von TRAFO

TRAFO – Modelle für Kultur im Wandel ist ein Initiativprogramm der Kulturstiftung des Bundes. Das Programm unterstützt ländlich geprägte Regionen dabei, ihre Kulturorte und ihr Kulturangebot dauerhaft zu stärken. Beteiligt sind bislang sechs Projekte aus dem Oderbruch, Südniedersachsen, der Saarpfalz und der Schwäbischen Alb. Ab 2018 kommen weitere Regionen hinzu. Von 2016 bis 2023 entwickeln die beteiligten regionalen Museen, Theater, Bibliotheken, Kulturzentren und Festivals in Zusammenarbeit mit der Bevölkerung vor Ort Modelle, wie ein lebendiges Kulturleben im ländlichen Raum in Zukunft aussehen und wie es angesichts des demografischen Wandels organisiert werden kann. Neben der Förderung der Projekte ist es ein wesentliches Ziel des Programms, die Erfahrungen aus den Regionen weiterzugeben und eine Debatte darüber anzustoßen, wie sich Kultureinrichtungen angesichts des demografischen Wandels weiterentwickeln können und welche Allianzen dafür zwischen Kultur, Politik und Verwaltung aufgebaut werden müssen.
Für die gesamte Laufzeit des Programms stellt die Kulturstiftung des Bundes insgesamt bis zu 26,6 Mio. Euro bereit. Die beteiligten Ministerien, Landkreise und Kommunen kofinanzieren das Programm und stellen Mitarbeiter der Kommunal- oder Kreisverwaltung zur Mitarbeit in den Transformationsprojekten frei.

## Die Modellregionen

### Oderbruch
Im Oderbruch wird das ehemalige Brandenburgische Freilichtmuseum Altranft unter dem Namen „Oderbruch Museum Altranft – Werkstatt für ländliche Kultur“ neu aufgestellt. Im Rahmen wechselnder Jahresthemen öffnet das Museum seine Räume für die Akteure der Region und erarbeitet mit den Betreibern von Heimatstuben, Landwirten, Handwerkern und Künstlern Ausstellungen und lädt sie ein, die Geschichte des Oderbruchs aus ihrer Sicht zu erzählen. Gemeinsam mit Partnerschulen aus dem Oderbruch setzt das Museum darüber hinaus künstlerische Projekte um und entwickelt Unterrichtsmaterialien zur landschaftlichen Bildung. Um das kulturelle Erbe der Landschaft kenntlich zu machen, entsteht zudem ausgehend von der zentralen Institution des Oderbruch Museums Altranft, ein wachsendes Netzwerk an Orten, die das Oderbruch in seiner historischen Besonderheit präsentieren. Gemeinsam bewerben sich diese Orte zusammen mit ihren Kommunen für das Europäische Kulturerbesiegel.

### Südniedersachsen
Die Stadt Osterode am Harz richtet in der Stadtbibliothek ein Inter-KULTUR-Labor ein. Hier entsteht ein nicht-kommerzieller, interkultureller Ort für Begegnung, Bildung und Kultur. Gemeinsam mit den Bürgern und Kooperationspartnern aus der Region werden neue interdisziplinäre Kulturformate in den Bereichen Literatur, Theater, Tanz, Musik und bildender Kunst entwickelt. Interessierte Bürger können das neue Angebot mit entwerfen, ausprobieren und Verantwortung für einzelne Formate übernehmen.
Das Jacobson-Haus in Seesen wird zu einem multifunktionalen Kulturzentrum entwickelt. Das Haus, in dem bereits die Stadtbibliothek, die Arbeiterwohlfahrt, Blasorchester, Seniorenvereine, Einrichtungen der Jugendpflege sowie die städtische Kulturverwaltung angesiedelt sind, wird zu einem zentralen Ort für gemeinsame kulturelle Angebote und Veranstaltungen in der Stadt. Konzept und Programm des Kulturhauses erarbeiten die Nutzer gemeinsam mit anderen Einrichtungen, Vereinen, freien Künstlern und der Stadtverwaltung.
Im Harz schließen sich im Projekt Harz|Museen|Welterbe ein Bergbaumuseum und drei kleinere Besucherbergwerke zu einem Verbund zusammen. Um die historischen Erinnerungsorte des Bergbaus zu Vermittlungsorten für vielfältige Themen und Fragestellungen zu entwickeln, bündeln sie Ideen, Strukturen und ihre Außenkommunikation. Zudem entwickeln sie neue Vermittlungsangebote insbesondere für Jugendliche und ermutigen sie, die Museumsarbeit mitzugestalten.

### Saarpfalz-Kreis
Der Saarpfalz-Kreis hat sich im Rahmen von TRAFO dazu entschlossen, die Kulturentwicklung auf die konkreten Bedürfnisse der Menschen der Region auszurichten. Beteiligt sind verschiedene Kultureinrichtungen des Saarpfalz-Kreises und seiner sieben Kommunen sowie eine Vielzahl an Vereinen und weiteren Kulturakteuren. Gemeinsam entwickeln sie im Projekt „Kultur+ im Saarpfalz-Kreis“ eine neue Kulturstrategie für die Region. Übergeordnetes Ziel ist es, bereits entstandene Lücken in der Angebotslandschaft zu schließen und neue stabile Strukturen zu schaffen, die den gesamten Landkreis in den Blick nehmen. Für die Umsetzung von gemeinsamen Projekten werden Mittel eines Regionalfonds zur Verfügung gestellt. 

### Schwäbische Alb
Auf der Schwäbischen Alb entsteht im Projekt „Lernende Kulturregion Schwäbische Alb“ ein Netzwerk von größeren und kleineren Kultureinrichtungen: Das Theater Lindenhof in Melchingen, das Landestheater Tübingen, das Federseemuseum Bad Buchau, die Opernfestspiele Heidenheim, das Museum Villa Rot in Burgrieden und das INTERIM-Festival auf der Schwäbischen Alb kooperieren in so genannten Kulturwerkstätten und setzen Projekte mit Schulen, Kulturvereinen und anderen Bildungsträgern vor Ort in den Gemeinden auf der Schwäbischen Alb um. Die Erfahrungen dieser Kulturwerkstätten werden bei so genannten Kulturplattformen, die zwei Mal im Jahr stattfinden, weiter gegeben. Darüber hinaus stellt das TRAFO-Programm gemeinsam mit dem EU-Förderinstrument LEADER Mittel für die Förderung von Kulturprojekten zur Verfügung. Modellhaft soll damit ein EU-Fördertopf weiter für die Kultur geöffnet und die überregionale Zusammenarbeit der Verwaltungen intensiviert werden, um Kultureinrichtungen bei der Antragstellung und Projektumsetzung zu unterstützen.